# M-400 UAV
M-400 là một loại máy bay không người lái do Việt Nam tự nghiên cứu chế tạo. Được thiết kế bởi Viện Kỹ thuật Quân chủng Phòng không-Không quân, Quân đội Nhân dân Việt Nam và sản xuất bởi Viện Kỹ thuật Quân chủng Phòng không-Không quân và Tổng cục Công nghiệp Quốc phòng. Dự án bắt đầu năm 2001 và kết thúc năm 2005 khi 2 mẫu thử nghiệm chính thức được bay thử và đã thành công. Hiện đã có 12 chiếc được sản xuất nhưng tất cả đã tạm ngừng hoạt động.

## Lịch sử phát triển UAV tại Việt Nam
Năm 1996, Việt Nam chế tạo thành công mục tiêu bay **M-96**, đánh dấu bước tiến quan trọng trong ngành kỹ thuật hàng không. Mục tiêu bay này được sử dụng trong huấn luyện các đơn vị phòng không và là nền tảng để thiết kế máy bay không người lái (UAV) trinh sát.
Ban đầu, M-96 có những hạn chế như tầm bay ngắn, trần bay thấp và tốc độ nhỏ. Sau đó, nó được nâng cấp lên phiên bản **M-100CT** vào năm 2004, với tầm hoạt động và khả năng tự động hóa cao hơn. Thành công này tạo tiền đề để Việt Nam tiến hành nghiên cứu và chế tạo máy bay không người lái.

### UAV M-400
Năm 2001, Viện Kỹ thuật Phòng không - Không quân (VKTPK-KQ) khởi động dự án UAV **M-400CT**, với thiết kế dựa trên tổ hợp DF-16 của Israel. Đây là UAV trinh sát điều khiển bằng chương trình tự động, được làm từ vật liệu composite để giảm trọng lượng và tăng khả năng mang nhiên liệu.
Ngày 15/9/2005, UAV **M-400CT** thực hiện thành công các bài bay thử nghiệm tại sân bay Kép (Bắc Giang), đạt độ cao 2.000m và bán kính hoạt động 15km. Sau đó, nó được nâng cấp đạt độ cao 3.000m, tốc độ 250–280 km/h và bán kính hoạt động 30km, có thể cất/hạ cánh trên đường băng hoặc bệ phóng cơ động.

### Vai trò hiện nay
Hiện nay, VKTPK-KQ tiếp tục cải tiến và sản xuất UAV phục vụ mục đích quân sự như huấn luyện phòng không và không quân, đồng thời phát triển UAV dân sự dùng trong phun thuốc trừ sâu, quay phim và chụp ảnh địa hình. Với những thành công này, Việt Nam trở thành một trong những quốc gia Đông Nam Á tự thiết kế và chế tạo UAV.

## Máy bay không người lái M400-CT2
Tại Triển lãm Quốc phòng Quốc tế Việt Nam 2024, Việt Nam đã ra mắt UAV M400-CT2, đánh dấu một bước tiến quan trọng trong ngành công nghiệp quốc phòng. Được thiết kế để mô phỏng mục tiêu trên không, M400-CT2 đáp ứng nhu cầu huấn luyện của lực lượng phòng không và quân đội, giúp tạo ra môi trường luyện tập sát thực tế chiến đấu. Với sải cánh 3,2 mét, chiều dài 2,8 mét và trần bay 3.500 mét, UAV này đạt tốc độ tối đa 260 km/h, hoạt động liên tục trong 120 phút với tầm hoạt động 60 km. Hệ thống dẫn đường GNSS và INS, cùng khả năng mang tải trọng linh hoạt như camera quang học, hình ảnh nhiệt và pháo sáng hồng ngoại, giúp M400-CT2 đảm nhận tốt các nhiệm vụ phức tạp. Là phiên bản nâng cấp từ UAV M-400 năm 2005, M400-CT2 cho thấy sự cải tiến vượt bậc, phù hợp với yêu cầu quân sự hiện đại. Hệ thống này thể hiện nỗ lực của Việt Nam trong việc tự chủ công nghệ và hiện đại hóa quân đội, dù vẫn đối mặt với thách thức về khung pháp lý và cạnh tranh quốc tế. M400-CT2 là minh chứng cho cam kết của Việt Nam trong việc ứng dụng công nghệ hiện đại nhằm nâng cao năng lực quốc phòng, đóng góp vào chiến lược bảo vệ an ninh quốc gia.

## Hoạt động
Máy bay M-400 UAV có hình dáng nhỏ thường được dùng trong mục đích do thám, trinh sát, theo dõi mục tiêu của đối phương hay do thám những vùng hiểm trở, nguy hiểm, những vùng mà máy bay do thám cỡ lớn hay trực thăng không thể vào được. Ngoài ra nó còn phục vụ dân sự như quay phim, chụp ảnh địa hình, quan trắc môi trường, tìm kiếm cứu nạn v.v... Tính đến năm 2012 đã có 12 chiếc M-400 được chế tạo nhưng do thiếu thiết bị GPS và một số bộ phận quan trọng khác nên hiện nay nó đã tạm thời ngừng hoạt động và sản xuất.